# Jean Giono
Jean Giono (Manòsca, Alps de l'Alta Provença, 30 de març de 1895 - 9 d'octubre de 1970) va ser un escriptor i guionista francès, d'una família d'origen piemontès. Un gran nombre de les seves obres tenen com marc el món camperol provençal. Inspirades per la seva imaginació i la seva visió de l'antiga Grècia, la seva obra descriu la condició de l'home al món, es planteja preguntes morals i metafísiques, i té un abast universal. Va ser amic de Lucien Jacques, d'André Gide i de Jean Guéhenno, així com del pintor Georges Gimel. Va quedar, això no obstant, al marge dels corrents literaris del seu temps. En vida fou considerat com un dels escriptors més grans del segle xx per figures com André Malraux i Henri Peyre.

## Biografia
Giono va néixer a Manòsca el 30 de març de 1895 i va ser fill únic. El seu pare era un sabater anarquista d'origen italià que passava molt de temps llegint la Bíblia; la seva mare, nascuda a París i d'origen picard, dirigia un taller de planxa americana. Giono va evocar la seva infantesa a Jean le Bleu.
El 1911, la mala salut del seu pare i els escassos recursos de la seva família el van obligar a deixar els estudis a setze anys. Es va instruir com autodidacte per sadollar la seva set de saber. Com a soldat durant la Primera Guerra Mundial, el 1915 és enviat a Briançon, i després al front a Verdun i al Mont Kemmel, a Flandes Occidental (Bèlgica). Aquesta experiència de la guerra, al cor d'una de les batalles més terribles del conflicte, el va traumatitzar. El seu millor amic i molts dels seus camarades van ser morts al seu costat. Ell serà «lleugerament» gasejat. Pel xoc de l'horror de la guerra, les massacres, la barbàrie, i l'atrocitat d'allò que ha viscut en aquest infern, es farà un pacifista convençut.
Més tard, la lectura dels escriptors clàssics (en particular de Virgili) el va dur a l'escriptura. La seva primera obra, Pujol , va tenir un cert èxit. L'escriptura va anar prenent més importància en la seva vida, de manera que el 1929, a partir de la liquidació del banc on estava empleat per la crisi mundial, va decidir dedicar-se exclusivament a la seva carrera d'escriptor. El mateix 1929 va rebre el premi americà Brentano per Pujol, així com el Premi Northcliffe l'any següent per la seva novel·la Recuperació.
Els esdeveniments del començament dels anys 1930 l'empenyen a comprometre’s políticament. S'adhereix a l'Associació dels escriptors i artistes revolucionaris (d'influència comunista), però, per desconfiança, se'n desfà molt ràpidament. Va ser nomenat cavaller de la Legió d'honor el 1932.
El 1934, publica Que ma joie demeure, que coneix un gran èxit, particularment entre el jovent. Aquest títol és una al·lusió explícita a la cantata 147 de Johann Sebastian Bach, Jesús, que la meva alegria romangui, per la que expressa la seva fe en una comunitat dels homes, més enllà de les religions, com explica al pròleg de Verdaderes Riqueses).
Giono i alguns amics, bloquejats accidentalment al caseriu de Contadour en el moment d'una excursió a la muntanya de Lure, decideixen trobar-s'hi regularment atrets per la bellesa del lloc, creant les Trobades del Contadour. En aquesta època publica l'assaig Les Verdaderes Riqueses, dedicat als habitants del Contadour.
Amb els primers símptomes de la Segona Guerra Mundial Jean Giono reacciona redactant les seves súpliques Rebuig d'obediència, Carta als pagesos sobre la pobresa i la pau, Precisió i Recerca puresa. La declaració de guerra interromp la novena reunió del Contador i la reacció de Giono es fa esperar entre els seus amics. Però Giono, que sempre s'havia proposat com un home lliure que no volia marcar les decisions de ningú, escriu «Qui camini sol, que amb la seva claredat en tingui prou».
Es va desplaçar al centre de reclutament de Digne. Tanmateix, a causa del seu pacifisme basat a diferenciar el poble alemany dels nazis, va ser detingut el 14 de setembre de 1939. Va ser deixat anar després d'un sobreseïment, i va ser deslliurat de les seves obligacions militars.
Al final de la Segona Guerra Mundial, tot i que mai prengués posició a favor del Règim de Vichy, i encara menys a favor de l'Alemanya nazi, i que fins i tot hagués protegit fugitius i proclamat la seva oposició al nazisme, va ser acusat de ser un col·laboracionista i va ser tornat a empresonar el setembre de 1944. El motiu va ser principalment haver publicat Dos cavallers de la tempesta a La Gerbe i un reportatge fotogràfic, publicat sense el seu permís, a Signal. No va ser alliberat fins al gener de 1945, sense haver estat inculpat. No obstant això, el Comitè nacional dels escriptors, organisme procedent de la Resistència, el va inscriure en la seva llista negra, el que de fet prohibia cap publicació de la seva obra a França. No va ser esborrat de la llista fins al 1947, quan va aparèixer Un Rei sense divertiment, primera de les Cròniques.
En els anys posteriors Giono va publicar Mort d'un personatge (1948), Les Âmes Fortes (1950), L'hússar sobre la teulada (1951), El Molí de Polònia (1953). Amb l'èxit d'aquests llibres, sobretot el de L'hússar sobre la teulada (que serà adaptat per a la televisió el 1995 per Jean-paul Rappeneau), Giono va fer-se un lloc com un dels escriptors francesos més importants del segle xx. El 1953 li van atorgar el Premi Literari del Príncep Pierre de Mònaco pel conjunt de la seva obra. L'any següent va ser fet membre de l'Académie Goncourt. Cada vegada més interessat pel cinema (la seva pel·lícula Crésus va ser estrenada el 1960), va presidir el jurat del Festival de Cinema de Cannes el 1961. La seva última novel·la L'Iris de Suse va aparèixer l'any de la seva mort, causada per una crisi cardíaca el 8 d'octubre de 1970. Jean Giono és enterrat al cementiri de Manòsca.

## Giono i Manòsca
Giono ha estat anomenat algun cop el «viatger immòbil». De fet, la seva obra evoca sovint llargs viatges o marxes, mentre que ell mateix no va viatjar gaire, llevat de curts sojorns a n'Esbajoca, a Mallorca i a Itàlia ("Viatge a Itàlia"). Abans d'establir-se a Paraïs, sobre Manòsca, al final de 1929, Jean Giono havia viscut al centre de Manòsca: al carrer Torte 1, on va néixer el 30 de març de 1895; al carrer Grande 14, on els seus pares van traslladar-se poc temps després; i al carrer Grande 8, on es va establir el 1930, després del seu matrimoni. Sobre el passeig de circumval·lació de Manòsca es troba avui el Crédit Agricole, que havia estat el banc Comptoir d'escompte on treballava Giono.
Va fer llargues estades al Trièves, una petita regió natural situada al sud del departament d'Isèra, als Alps francesos, on passava les seves vacances, abans de la guerra a Tréminis i després a Lalley. Aquesta regió muntanyosa, situada al nord del coll de la Croix-Haute i que qualificava de «claustre de muntanyes», li va inspirar sobretot El Cant del món, Batalla a la muntanya (situat a Tréminis), Un Roi sans divertissement (l'acció del qual es desenvolupa en un poble similar a Lalley), Les Verdaderes riqueses i Triomfa sobre la vida, assaigs que deuen molt a la serenitat bucòlica del Trièves.

## Obra
L'obra de Jean Giono barreja un humanisme natural amb una revolta violenta contra la societat del segle xx, travessada pel totalitarisme i rosegada per la mediocritat. Es pot dividir en dues parts: els primers llibres són escrits d'una manera molt lírica (aquestes obres són sovint anomenades com de la «primera manera») amb un estil molt diferent de les obres tardanes, més elaborades i més narratives, tal com les Cròniques novel·lesques i el Cicle de l'Hússar (obres anomenades de la «segona manera»). La natura és d'una certa manera el personatge principal dels primers llibres, mentre que l'Home és el dels segons.
Malgrat fer de soldat durant la Primera Guerra Mundial, Jean Giono no aborda objectivament aquest període de la seva vida fins que escriu Rebuig d'obediència, és a dir, ben després de les seves primeres publicacions. La influència de la guerra és, tanmateix, molt forta al llarg de la seva obra. Giono es presenta en els seus textos invariablement com un humanista i un pacifista.
L'obra de Jean Giono és bastant densa i molt variada. Algunes de les seves novel·les s'han convertit en clàssics de la literatura francesa del segle xx, com ara L'hússar sobre la teulada o Un Rei sense diversió. Alguns dels seus títols, traduïts a nombroses llengües, s'han guanyat un renom internacional.
Més enllà de les seves novel·les, Jean Giono va escriure nombrosos assaigs gràcies als quals va transmetre als seus lectors els seus punts de vista sobre les seves idees (com en els seus escrits pacifistes), els esdeveniments que vivia tal com els sentia (com a les seves notes sobre l'Assumpte Dominici) o els seus ideals (com a Les Verdaderes Riqueses). També va exercir, amb una punta de causticitat, la crònica periodística. Encara que la poesia sempre va estar present en els seus texts, va publicar pocs reculls de poesia. Va prologar les Obres completes de Maquiavel editades per La Plèiade. A més, Jean Giono va fer el prefaci del llibre Jo les meves sabates de Félix Leclerc, el 1955.

### Les primeres obres
Els tres primers llibres de Jean Giono (Colline, Un de Baumugnes i Recuperació) constitueixen la Trilogia de Pan. El déu Pan és una figura important als llibres de Giono. És explícitament present en el començament, i persisteix al llarg del cicle. Representa la natura unificada en un ésser únic. Encara que poc adepte a les discussions filosòfiques, Giono feu algunes breus al·lusions al panteisme, referint-se a Spinoza o Parménides, i que desenvolupa de manera lírica als seus primers llibres. La natura és presentada aquí d'una manera ben diferent de la idíl·lica i benèvola Provença representada per Pagnol. A l'obra de Giono, la naturalesa és bonica, però és alhora cruel, destructora i purificadora: l'Home en forma part, però no és l'Home. Així, a L'hússar sobre la teulada (1951), la naturalesa es manifesta pel còlera que devasta la Provença i mata cegament sense considerar les preocupacions que agiten els homes.

### La influència d'Honoré de Balzac
A semblança de Balzac, i molt influenciat per La Comèdia humana, Giono tenia al cap el projecte d'un cicle novel·lesc en deu volums «a la manera de Balzac». El primer volum de la sèrie, escrit en sis dies, té com a títol Angelo. Havia de ser la primera obra d'un cicle que tenia per objectiu «reinventar el segle xx, per fer més evidents els defectes del segle xix». Angelo I, escrit el 1934 i aparegut el 1958, és considerat per alguns, equivocadament, com l'esborrany de L'hússar sobre la teulada. Havia de tenir una continuïtat amb una sèrie de personatges de la mateixa família anomenats Angelo del qual el net, Angelo III, seria un Resistent als anys 1940. Potser espantat per l'amplitud de la tasca, Giono va renunciar al projecte inicial i només va publicar tres novel·les més del cicle: L'hússar sobre la teulada, La Felicitat Boja i Mort d'un personatge. Si a les tres primeres el personatge principal és Angelo Pardi, a Mort d'un personatge el personatge principal és la marquesa Pauline de Théus en la seva vellesa.

## Una espiritualitat impregnada de paganisme
Es pot parlar d'espiritualitat a l'obra de Giono? La pregunta és feta per un dels seus biògrafs, Jean Carrera, que respon: "Sí, en la mesura que aquesta li ha vingut no com una experiència deliberada, sinó com una lenta maduració de gaudir de les coses sense posseir-les." I aquest esperit de gaudi-expropiació, similar al carpe diem dels savis antics, concedeix al que s'hi lliura sense reserva i sense fals pudor, en les paraules de Giono, un sentiment d'alliberament pagà: 
| « | Ce n'est pas seulement l'homme qu'il faut libérer, c'est toute la terre... la maîtrise de la terre et des forces de la terre, c'est un rêve bourgeois chez les tenants des sociétés nouvelles. Il faut libérer la terre et l'homme pour que ce dernier puisse vivre sa vie de liberté sur la terre de liberté […] Ce champ n'est à personne. Je ne veux pas de ce champ; je veux vivre avec ce champ et que ce champ vive avec moi, qu'il jouisse sous le vent et le soleil et la pluie, et que nous soyons en accord. Voilà la grande libération païenne. | » |

Aquesta crida a l'alliberament de l'home i de la terra s'inscriu contra la injunció bíblica de presa de possessió de la terra i dels seus animals per l'home. És també una invitació a reprendre's plenament amb les alegries del cos, la sensualitat natural, molt de temps negada o ocultada per la moral cristiana:
| « | J'ai pris pour titre de mon livre le titre d'un choral de Bach: Jésus, que ma joie demeure ! Mais j'ai supprimé le premier mot […] parce qu'il est un renoncement. Il ne faut renoncer à rien. Il est facile d'acquérir une joie intérieure en se privant de son corps. Je crois plus honnête de rechercher une joie totale, en tenant compte de ce corps, puisque nous l'avons. | » |

El paganisme de Jean Giono, apareix des de les primeres novel·les escrites al final dels anys 1920, sota la forma d'una visió panteista, que submergeix els éssers al cor del cosmos estrellat, però també per la percepció d'un sentiment tràgic de la vida inspirat sobretot per la seva lectura entusiasta dels relats homèrics des de la més tendra infantesa:
| « | Je lus L'Iliade au milieu des blés mûrs. […] C'est en moi qu'Antiloque lançait l'épieu. C'est en moi qu'Achille damait le sol de sa tente, dans la colère de ses lourds pieds. C'est en moi que Patrocle saignait. C'est en moi que le vent de la mer se fendait sur les proues | » |

La violència inspirada per una lectura sensual del relat homèric travessa tota l'obra de Jean Giono. Quan es pensa, per exemple, en la fi tràgica de Que la meva alegria romangui, o, trenta anys després, a la rivalitat mortal que oposa els dos germans de Dos cavallers de la tempesta. És assumida sense judici moral, i sense fer mai ombra a la profunda alegria pagana del que no creia en el problema resolt per a tothom ni a la felicitat comuna, sinó que suggeria: «Crec que el que importa és de ser un alegre pessimista. ».

## Giono i el cinema
Molt aviat, Jean Giono s'interessa pel cinema. Va viure, en els anys 1930, l'impacte que van tingut sobre el públic les pel·lícules de Marcel Pagnol, basades en les seves pròpies novel·les (Regain, La femme du Boulanger, Jofroi o Angèle). Després d'algunes proves, la primera correalització va ser un documental de Georges Régnier, Manosque, el país de Jean Giono amb texts del llibre Manosque des Plateaux. El 1942 es va intentar l'adaptació de la novel·la El Cant del Món, però no es va acabar.
En els anys 1950, Jean Giono treballa amb Alain Allioux per al guió de L'aigua viva (1956), pel·lícula de François Villiers, amb qui roda el curtmetratge el Mocador de Smyrne (1957). L'aigua viva va ser presentat en preestrena al festival de Cannes el 1958. Giono va escriure el guió, els diàlegs, i la posada en escena de la pel·lícula Crésus amb Claude Pinoteau i Costa-gavras. El 1963, en la fredor de l'Aubrac, Giono supervisa el rodatge de l'adaptació de la seva novel·la Un Rei sense divertiment, realitzat per François Leterrier. Aquestes dues últimes pel·lícules són produïdes per la societat de producció que Giono havia creat (Les pel·lícules Jean Giono). Giono reconeix a la premsa que el cinema és un art difícil però que permet contar les històries d'una manera diferent.
Altres realitzadors han adaptat obres de Giono, mentre era viu o després de la seva mort: Els Grans Camins (Christian Marquand - 1963), Dos cavallers de la tempesta (Gérard Vergez - 1983), L'hússar sobre la teulada (Jean-paul Rappeneau - 1995), Les Âmes Fortes (Raoul Ruiz - 2001), El Cant del món (Marcel Camus - 1965) o L'home que plantava arbres, pel·lícula d'animació del quebequès Frédéric Back el 1987.

## L'Associació dels amics de Jean Giono
Creada el 1972 per Henri Fluchère i Aline Giono, l'Associació dels amics de Jean Giono manté la memòria de l'obra i de la vida de l'escriptor. Dona suport i afavoreix la recerca universitària, inventaria i conserva l'arxiu de Giono, sosté i organitza diferents manifestacions (col·loquis, jornades d'estudis, exposicions, espectacles) com les Trobades Giono, el juliol a Manòsca, per als associats i per a tots els públics. Des de la seva creació, l'associació reuneix lectors fervents i fidels que comparteixen el coneixement i l'admiració de l'obra de Giono. El Butlletí de l'Associació dels Amics de Jean Giono ha estat reemplaçat el 2007 per la Tornada a veure Giono.

## La casa de Giono
Jean Giono va comprar el 1929 una petita casa al lloc anomenat «Lou Paraïs» sobre el flanc sud del Mont d'Or, amb vistes sobre Manòsca. «Una palmera, un llorer, un albercoquer, un caqui, de les vinyes, una conca gran com un barret, una font.» Va transformar i ampliar aquesta casa, que és on va escriure la major part de la seva obra, i hi portà una vida simple, al costat de la seva esposa i de les seves filles Aline i Sylvie. És avui la seu de l'associació dels amics de Jean Giono.

### Biografies de Jean Giono
- Citron, Pierre. Giono, 1895-1970 (en francès), 1990, p. 665. ISBN 202012212X.
- Carrière, Jean. Jean Giono, qui suis-je ? (en francès).  Lyon: édition la Manufacture, 1985, p. 214 (Qui suis je?). ISBN 290463844X.
- Citron, Pierre. Giono (en francès).  París: éditions du Seuil, 1995, p. 188 (Écrivains de toujours). ISBN 2020197855.
- Claudine Chonez, Giono, éditions du Seuil, coll. « Écrivains de toujours », 1956
- Aline Giono (fille de Jean Giono), Mon père, contes des jours ordinaires, Gallimard Jeunesse, 2003
- Henri Godard, Giono: Le roman, un divertissement de roi, Gallimard, coll. « Découvertes Gallimard » (n° 455), Paris, 2004 ISBN 2070315436
- Pierre Magnan, Pour saluer Giono, Denoël, Paris, 1990
- Maurice Chevaly, Giono vivant, éditions Autres Temps, Marseille, 1995
- Alfred Campozet, Le Pain d'étoiles: Giono au Contadour, éditions Pierre Fanlac, Périgueux, 1980
- Blairon, Pierre-Émile. Giono. La nostalgie de l'ange (en francès).  Lambesc: Prolégomènes, 2009, p. 216 (Écrivains de toujours). ISBN 9782917584132. OCLC 488486921.

#### Estudis de l'obra de Jean Giono
- Philippe Arnaud, Anatomie d'un chef-d'œuvre: essai sur « Un roi sans divertissement », L'Harmattan (coll. « Critiques littéraires »), 2001 ISBN 2-747-51326-2
- Collectif sous la direction de Jean-François Durand et Jean-Yves Laurichesse, Giono dans sa culture, Presses Universitaires de Perpignan, 2001
- Jean-François Durand, Jean Giono - le Sud imaginaire, Edisud, 2003
- Julie Sabiani, Giono et la terre, Édition Sang de la Terre, 1988
- Annick Stevenson, Blanche Meyer et Jean Giono, Actes Sud, 2007

## Guionista
- 1968: Provinces (emissió "La chevelure d'Atalante"), direcció de Robert Mazoyer

### Documental sobre Jean Giono
- Le Mystère Giono, un film de Jacques Mény (1995)